# Safané
Safané est une commune située dans le département de Safané, dont elle est le chef-lieu, et dans la province du Mouhoun au Burkina Faso.

## Éducation et santé
La commune accueille un centre médical.

## Jumelage
- Montmorillon (France) depuis 1997